# Los Premios MTV Latinoamérica 2006
Die Los Premios MTV Latinoamérica 2006 wurden am 19. Oktober 2006 verliehen. Es war die fünfte Verleihung der ursprünglich unter dem Namen MTV Video Music Awards Latinoamérica eingeführten Auszeichnung. Nach der missglückten Premiere in Lateinamerika, bei dem der Hurrikan Wilma eine reguläre Preisverleihung verhinderte, war dies nun die erste Preisverleihung außerhalb der Vereinigten Staaten. Die Verleihung fand im Palacio de los Deportes in Mexiko-Stadt statt. Die Moderation übernahmen die Band Molotov und die Schauspielerin Ana de la Reguera.
Gewinner des Abends waren die Bands Maná und Panda, die je drei Lenguas erhielten. Bei den Nominierungen lag Julieta Venegas vorne, die jedoch bei der Preisverleihung nur als „Best Solo Artist“ ausgezeichnet wurde.

## Gewinner und Nominierte
Die Nominierungen wurden am 5. September 2006 verkündet. Die Gewinner sind fett markiert.

### Artist of the Year
Daddy Yankee
- Belanova
- Gustavo Cerati
- Julieta Venegas
- La Oreja de Van Gogh

### Video of the Year
Maná – Labios Compartidos
- Calle 13 – Atrévete-te-te
- Gustavo Cerati – Crimen
- Julieta Venegas – Me Voy
- Miranda! – El Profe

### Song of the Year
Shakira (featuring Wyclef Jean) – Hips Don’t Lie
- James Blunt – You're Beautiful
- Julieta Venegas – Me Voy
- Madonna – Hung Up
- Maná – Labios Compartidos

### Best Solo Artist
Julieta Venegas
- Daddy Yankee
- Diego Torres
- Gustavo Cerati
- Tiziano Ferro

### Best Group or Duet
Panda
- Belanova
- La Oreja de Van Gogh
- Maná
- Miranda!

### Best Pop Artist
Kudai
- Belanova
- Diego Torres
- Julieta Venegas
- La Oreja de Van Gogh

### Best Rock Artist
Maná
- Babasónicos
- Bersuit Vergarabat
- Fobia
- Gustavo Cerati

### Best Alternative Artist
Panda
- Calle 13
- División Minúscula
- El Otro Yo
- Zoé

### Best Independent Artist
Charlie 3
- Chucknorris
- Dani Umpi
- Doctor Krápula
- Finde
- Subdivisión

### Best Pop Artist – International
Robbie Williams
- Ashlee Simpson
- Kelly Clarkson
- Madonna
- Nelly Furtado

### Best Rock Artist – International
My Chemical Romance
- AFI
- Coldplay
- Placebo
- Red Hot Chili Peppers

### Best New Artist – International
James Blunt
- Arctic Monkeys
- Fall Out Boy
- Pussycat Dolls
- Rihanna

### Best Artist – North
Belanova
- Allison
- Julieta Venegas
- Maná
- Motel

### Best New Artist – North
Allison
- Chetes
- Diego
- Motel
- Nikki Clan

### Best Artist – Central
Juanes
- Andrea Echeverri
- Kudai
- La Pestilencia
- Líbido

### Best New Artist – Central
Fonseca
- Doctor Krápula
- Ilona
- Jeremías
- Maía

### Best Artist – South
Gustavo Cerati
- Airbag
- Árbol
- Babasónicos
- Diego Torres

### Best New Artist – South
Axel
- Entre Ríos
- Flor
- Migue García
- Nerd Kids

### MTV Tr3́s Viewer’s Choice Award
Don Omar
- Daddy Yankee
- Luis Fonsi
- Kumbia Kings
- Ricky Martin

### Breakthrough Artist
Panda
- Allison
- Motel
- Kudai
- Zoé

### Promising Artist
Calle 13
- Axel
- División Minúscula
- Fonseca
- Jesse & Joy

### MTV Legend Award
- Maná

## Auftritte
- Shakira – No
- Julieta Venegas, Kinky and Daddy Yankee – Me Voy / ¿A Dónde Van los Muertos? / Eres para Mí
- Evanescence – Call Me When You’re Sober und Bring Me to Life
- Belanova – Por Ti
- Miranda! – El Profe
- Maná – Labios Compartidos
- Robbie Williams – Rudebox und Rock DJ
- Calle 13 and Nelly Furtado – Atrévete-te-te / Maneater / No Hay Igual
- Panda – Narcicista por Excelencia
- Allison and Belinda – Frágil / Ni Freud, Ni Tu Mamá / Hips Don’t Lie

## Präsentatoren
- Adrián Dárgelos (Babasónicos), Manolo Cardona und Calle 13 – präsentierten Best Group or Duet
- Roberto Pettinato – trat mit einem Sketch auf und kündigte Evanescence an
- Álex Ubago, Imanol Landeta und Axel – präsentierten Best Pop Artist
- Diego Luna – präsentierte Song of the Year
- Fall Out Boy – kündigte Calle 13 an
- Reik – kündigte Belanova an
- Johnny Knoxville, Chris Pontius und Blue Demon Jr. – präsentierten Best Solo Artist
- Belinda und Kudai —kündigten Robbie Williams an
- Carolina Pampita Ardohain und Benjamín Vicuña – kündigten Miranda! an
- Sofía Zámolo, Naty Botero und Camila Sodi – präsentierten Best Pop Artist—International
- Shakira —kündigte Maná an und übergab ihnen den MTV Legend Award
- Nelly Furtado und Sizu Yantra (Café Tacuba) – präsentierte Artist of the Year